# Diidrosanguinarina 10-monoossigenasi
La diidrosanguinarina 10-monoossigenasi è un enzima appartenente alla classe delle ossidoreduttasi, che catalizza la seguente reazione:
diidrosanguinarina + NADPH + H+ + O2 ⇄ 10-idrossidiidrosanguinarina + NADP+ + H2O
L'enzima è una proteina eme-tiolata (P-450), coinvolta nella sintesi dell'alcaloide benzofenantridina, nelle piante superiori.